# ريدشيرك
 ريدشيرك (بالهولندية: Roodkerk)‏ هي قرية ببلدية دانتوماديل مقاطعة فرايزلاند، هولندا. بلغ عدد سكانها 198 في 2014.